# Курочкино (Воткінський район)
Ку́рочкино (рос. Курочкино) — починок у Воткінському районі Удмуртії, Росія.
Населення становить 7 осіб (2010, 0 у 2002).
Урбаноніми:
- вулиці — Джерельна